# 존 라조이
존 러주아(Jon Lajoie, 영어 발음: /ləˈʒwɑː/, 1980년 8월 21일 ~ )는 캐나다의 희극인, 배우, 래퍼, 가수, 작곡가, 감독, 음반 제작자, 인터넷 유명인이다.